# 円空美術館
円空美術館（えんくうびじゅつかん）は、岐阜県岐阜市にある円空に関する美術館である。

建物は1階が円空美術館、2階は古美術品が展示してあり、古美術など骨董品を扱う松栄堂が管理運営を行っている。

本物の円空仏を見学できる。説明は音声テープが流される。

## 概要
開館時間
- 10:00〜16:00

休館日
- 月・火・木・金曜日

入館料
- 大人：500円
- 子供：200円

駐車場
- 2台（無料）、ただし非常に狭いので、注意。

## アクセス
- 岐阜バス 「岐阜公園歴史博物館前」下車し、徒歩約3分。